# Педерсен, Карл Юлиус
Карл Юлиус Педерсен (дат. Carl Julius Pedersen; 25 июля 1883, Rø, Борнхольм — 18 августа 1971, Фредериксберг) — датский гимнаст, бронзовый призёр летних Олимпийских игр 1912 года в командном первенстве по произвольной системе. Участвовал также в абсолютном первенстве на Играх 1912 года, где занял 34-е место.